# Мацудайра Саданобу
Мацудайра Саданобу (яп. 松平 定信, род. 15 января 1758 или 25 января 1759, Эдо — 14 июня 1829) — японский государственный деятель, даймё княжества Сиракава (1783—1812), председатель правительства страны в 1787—1793 годах, советник сёгуна (регент) в 1788—1793.

## Биография
Мацудайра Саданобу был седьмым сыном Токугавы Мунэтакэ (1715—1771), главы рода Таясу, боковой ветви семьи Токугава, и внуком восьмого сёгуна Токугавы Ёсимунэ. В юности получил великолепное образование, изучал политику и экономику; в своих политико-философских взглядах считал себя конфуцианцем. В 1774 году, через три года после смерти отца, Саданобу был усыновлён даймё княжества Сиракава, принял его фамилию Мацудайра и женился на его дочери. В 1783 году значительная часть Японии, в том числе и княжество Сиракава, подверглась длительным, непрекращающимся проливным дождям, в результате чего урожай риса на огромных площадях погиб, и в стране начался голод. Последний вызвал недовольство и волнения среди крестьянского населения. Напряжённая ситуация в Сиракаве разрешилась восстанием, начавшимся 26 августа. Старый и больной даймё Мацудайра Садакуни не смог справиться с ситуацией, и власть в княжестве была передана 24-летнему Мацудайре Саданобу, официально провозглашённому даймё Сиракавы 16 октября. Саданобу вскоре закупил в соседних владениях 12 000 коку риса и распределил среди голодающего населения так, что все нуждающиеся были обеспечены продовольствием приблизительно на 200 дней. Кроме этого, молодой даймё начал проводить в княжестве программу, направленную на укрепление крестьянских хозяйств — освободил их от налогов, наполовину списал им долги, закупил медикаменты для борьбы с эпидемиями, принял законы, направленные против абортов и убийств детей, стал финансово помогать вступающим в брак и семьям с детьми. Для проведения всех этих мероприятий Саданобу организовал в хозяйстве княжества политику экономии, в том числе урезал наполовину жалованье своим придворным. Ведя аскетический образ жизни, этот князь служил моральным примером для своих подданных. К концу 1780-х годов успешные экономические преобразования в Сиракаве становятся известны всей Японии. В 1790 году доходы княжества составили уже 10 000 коку, которые Саданобу использовал для хозяйственного и промышленного развития в Сиракаве.
В середине 1780-х годов в бакуфу (правительстве сёгуната) нарастало недовольство правлением его председателя Танумы Окицугу. После происшедшей при невыясненных обстоятельствах смерти сёгуна Токугавы Иэхару в августе 1786 года началась уже открытая борьба за удаление Танумы. Наследником умершего сёгуна становится 14-летний Токугава Иэнари, находившийся из-за своего несовершеннолетия до 1793 года под опекунством. В связи со всеми этими событиями Мацудайра Саданобу выдвигается «тремя высокими домами» — князьями Кии, Овари и Мито — на пост председателя бакуфу. Однако из-за противодействия сторонников Танумы его кандидатура была отклонена. Приход к власти Саданобу произошёл при тех же обстоятельствах, что и в княжестве Сиракава: в столице Японии Эдо в 1787 году вспыхнуло восстание, вызванное голодом и неурожаем — в стране погибло до 1/3 посевов риса. 19 июня Мацудайра Саданобу назначается председателем правительства сёгуна, а 4 марта 1788 он становится советником сёгуна (регентом).

### Реформы Кансэй

#### Административная составляющая
Вскоре после своего назначения Саданобу начинает чистку в государственном аппарате. На уровнях ниже советников увольняется более 50 крупных чиновников. В первую очередь заменяются приверженцы прежнего председателя бакуфу; им на смену приходят сторонники Саданобу, как правило более молодые и решительные. Кроме этого, возвращается правительству также и исполнительная власть в связи с упразднением собаёнин (яп. 側用人 собаё:нин) — руководства государственными палатами, игравших роль связных между сёгуном и его правительственным советом.

#### Хозяйственная составляющая
В экономической области правительство Саданобу ставило перед собой следующие цели: отобрать финансовые рычаги, находившиеся в руках крупных торговцев рисом и его закупщиков, поставить под государственный контроль денежное обращение и торговлю в стране, облегчить положение отягощённого огромными долгами самурайства и укрепить крестьянское население. Такие акценты были вызваны в первую очередь монополией на ценообразование для риса, сохранявшееся у крупных оптовых закупщиков. Самураи и даже даймё, насильственно переселённые в города сёгуном Токугавой Иэясу, здесь не могли контролировать свои доходы и жалование, состоявшие практически полностью из риса, и попадали в зависимость от торговцев, устанавливавших на рис заниженные закупочные цены. В результате японское дворянство всё глубже увязало в долгах, так как жизнь в городах была значительно дороже, чем в усадьбе. Для стабилизации рынка Саданобу учредил три новые государственные комиссии (яп. 会所 кайсё:), задачей которых стал контроль над предоставлением кредитов и денежным обращением. Руководство ими получила группа государственных торговцев, которая, во взаимодействии с правительством, предоставила стартовый капитал для кредитования населения под низкий процент в рамках долевого предприятия. Таким образом, была разработана новая кредитная система, при которой ставки по кредитам для самураев были снижены с 18 до 12 %.
Кроме этого, за пределами Эдо властями были созданы несколько крупных рисохранилищ для регулирования цен на рынке риса, влиявшего на всеобщий уровень цен в стране. Подобное регулирование оказало благотворное влияние как на общий уровень цен, так и на затраты населения для приобретения продуктов питания. В 1790 году подобные зернохранилища были построены по всей Японии, и местные даймё были обязаны хранить в них не менее 0,5 % от своего годового дохода. Подобные запасы призваны были не только регулировать цены на продукты, но и защищать население от голода в случае неурожаев.
Основываясь на достигнутом, а также на работе комиссий кайсё и используя взятые из казны 30 000 золотых рё, Саданобу в 1879 году списывает все долги в государстве, которым более 20 лет, а также некоторые виды и более поздних долгов. В результате этой реформы население было освобождено от уплаты долгов на сумму более 1,2 миллиона рё. Для развития хозяйства в стране Саданобу отменяет ряд распоряжений своего предшественника Танумы, в первую очередь касающихся выдачи монополий на добычу полезных ископаемых, а также распускает ряд торговых гильдий (яп. 株仲間 кабу накама).
Кроме этого, Саданобу прославился своими «указами экономии», которые преследовали цель удержать жителей страны от непомерных расходов и долгов. Среди запрещённых здесь кроме прочего находятся оригинальная одежда, необычные причёски и «неприличные» книги.
В результате экономических реформ Мацудайры Саданобу государственная казна Японии, имевшая в 1787 году дефицит в 1 миллион золотых рё, уже в 1790 году показала положительное сальдо в 75 000 рё.

## Внешняя политика
В отличие от своего предшественника, Танумы Окицугу, бывшего сторонником развития отношений с Европой, Саданобу придерживался строго изоляционистского курса во внешней политике, в том числе и в области культуры. Провоз произведений западной литературы в Японию был запрещён, торговые связи с Китаем и Голландией сокращены до минимума. К 1790 году внешняя торговля в порту Нагасаки практически прекратилась. Саданобу усилил личный контроль за состоянием прибрежных укреплений, а также свернул кампанию по колонизации острова Эдзо (ныне Хоккайдо). После прибытия в Японию российской миссии под руководством Адама Лаксмана Саданобу ещё более укрепился в правильности этой своей позиции.

## Отставка
25 мая 1793 года Саданобу подаёт прошение об отставке с поста советника (регента), 23 июля его также снимают с поста председателя правительства. В 1812 году он оставляет и трон даймё Сиракавы.
Мацудайра Саданобу завоевал ещё при жизни признание и уважение своих сограждан. После смерти его дух почитается в многочисленных синтоистских святилищах княжества Сиракава, а в 1855 году ему был присвоен божественный титул Сюкоку Даймёдзин (яп. 守国大明神, «Великий бог и защитник страны»).